# Heterocyclopina uguaipuku
Heterocyclopina uguaipuku – gatunek widłonoga z rodziny Cyclopinidae. Nazwa naukowa tego gatunku skorupiaków została opublikowana w 1995 roku przez brazylijskiego zoologa Guilherme Ribeiro Lotufo; oryginalna kombinacja to: Procyclopina uguaipuku. Widłonogi te stwierdzono w brazylijskim stanie São Paulo. Holotypową samicę złowiono na plaży São Francisco w São Sebastião.